# Artemio, Cándida y Paulina
Artemio,  su esposa Cándida (o Blanca) y su hija Paulina son tres cristianos mártires en Roma en el año 302; su historia está ligada a la de los santos Marcelino y Pedro. Son venerados como santos por la Iglesia católica.

## Biografía
Según sus hagiografías, en el año 302, bajo el reinado de Diocleciano, bajo el juez Serenus, el cristiano Pedro el exorcista fue encerrado en la prisión de la que era custodio Artemio. La hija de este último, Paulina, estaba poseída por un demonio que la atormentaba. Pedro, reconociendo la situación, le dice a Arteme que si él cree en Dios, su hija se salvará; este último responde que, si su Dios era real, ya lo habría liberado de la cárcel. Pedro replica que, si permanece en la cárcel, es para glorificar a Dios, pero le propone a Artemio que lo pruebe: el Señor lo liberará y creerá; Artemio consiente, dobla las cadenas y las guarda y regresa a casa, donde cuenta la historia burlándose del exorcista. Su esposa Cándida, sin embargo, espera que Pedro pueda salvar a su hija. Mientras discuten, Pedro aparece ante ellos y con la cruz expulsa el espíritu inmundo de Paulina.
Los tres creen inmediatamente en Dios, se convierten y son bautizados por Marcelino. El juez Serenus los arresta y, como se niegan a negar su fe, hace que la madre y la hija sean enterradas vivas en una cueva (o debajo de un montón de rocas) y, unos días después, Artemio es decapitado

## Reliquias
Según la tradición, Artemio y Paulina están enterrados en las catacumbas de San Pancrazio, mientras que las reliquias de Cándida se encuentran en una iglesia desconocida ubicada a lo largo de vía Portuensis. 